# Bernd Altenstein
Bernd Altenstein es un escultor alemán, nacido el 29 de abril de 1943 en Schloßberg; reside en Bremen.

## Datos biográficos
Altenstein nació durante la Segunda Guerra Mundial  en  Schloßberg, en la región alemana de Prusia Oriental, en la actualidad es el territorio ruso del Óblast de Kaliningrado.

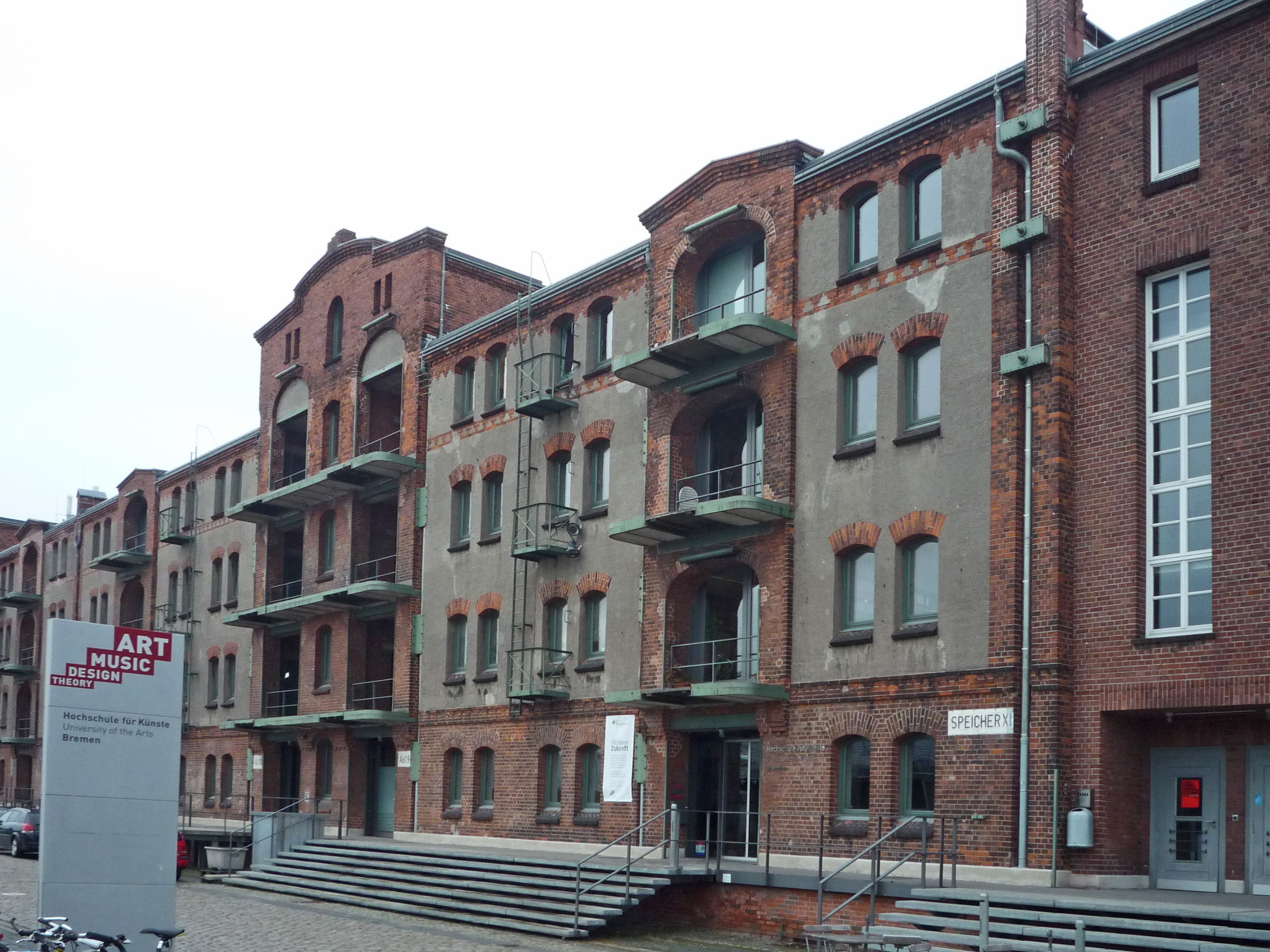
BBAA-Bremen, donde es profesor.

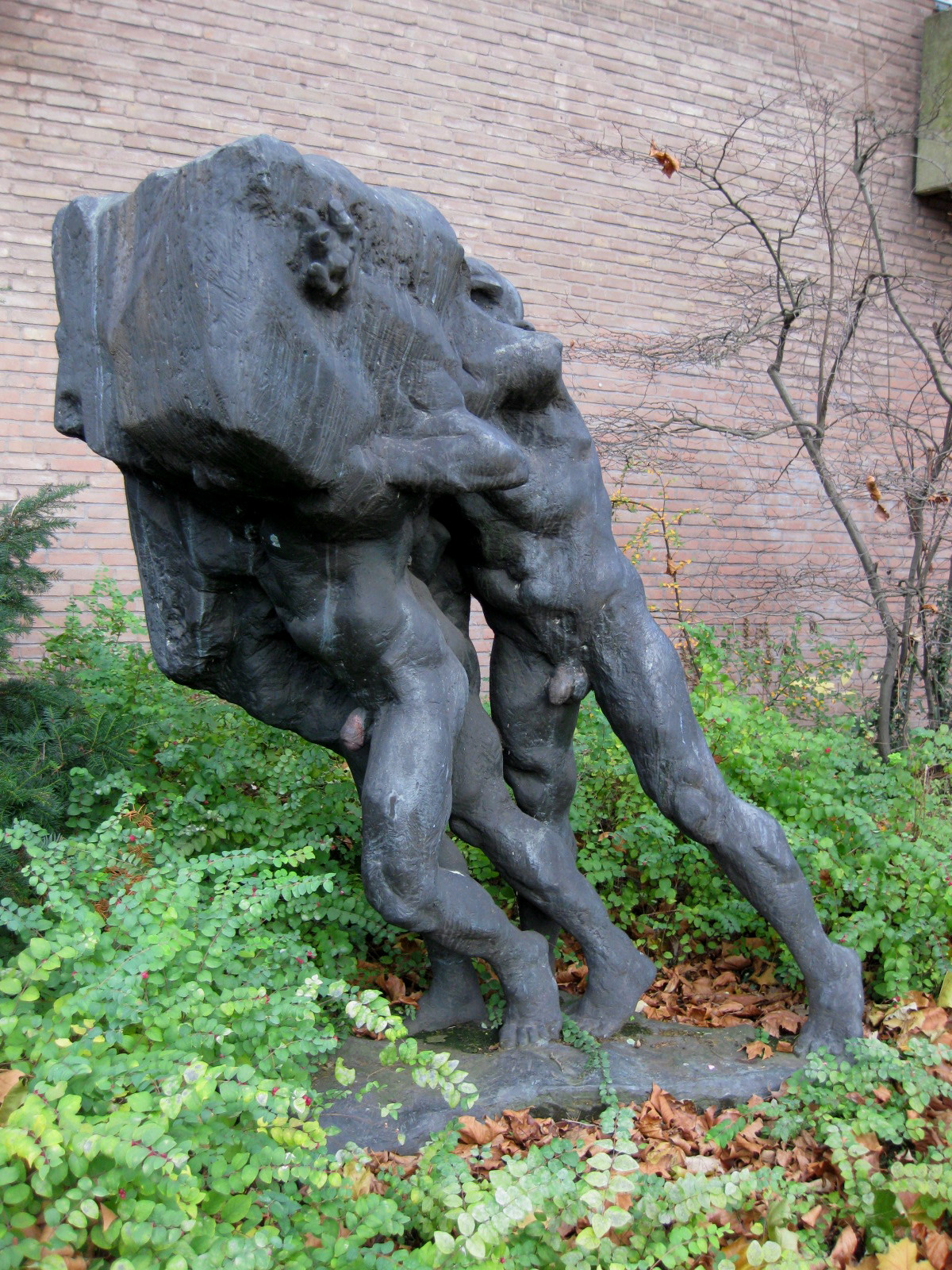
Los atrapados - Die Eingeschlossenen (h. 1974), en Osnabrück

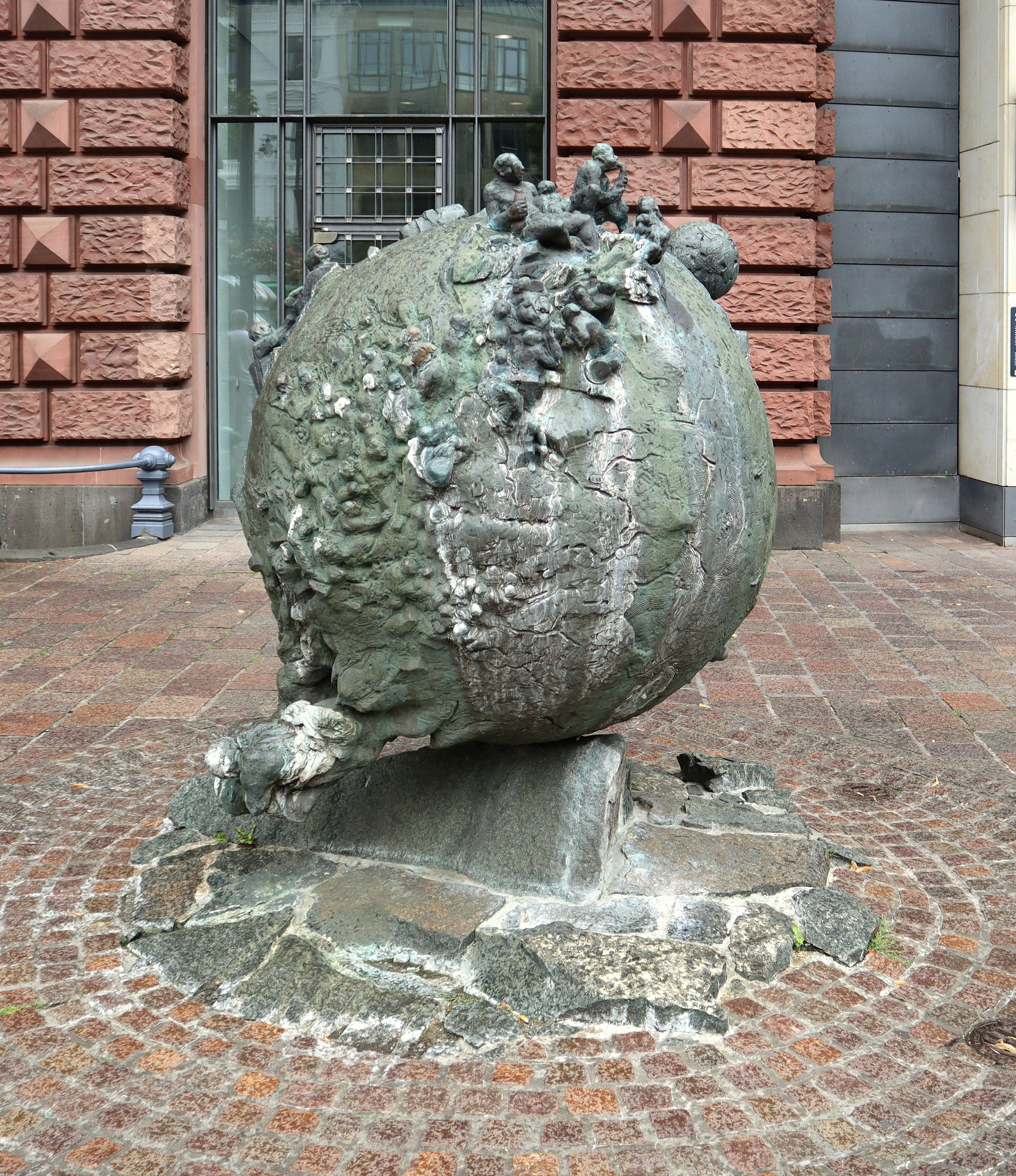
Nuestro planeta - Unser Planet (h. 1996), en Bremen

De 1964 a 1969 fue alumno de escultura en la Academia Estatal de Bellas Artes de Stuttgart (en alemán: Staatliche Akademie der Bildenden Künste) , en la clase del profesor Rudolf Daudert. De 1970 a 1975 fue asistente de investigación del profesor Jürgen Weber en la Universidad Técnica de Braunschweig. Desde 1975 Altenstein es profesor de la especialidad de artes plásticas en la Escuela Universitaria de Bellas Artes de Bremen  (en alemán: Hochschule für Künste) 

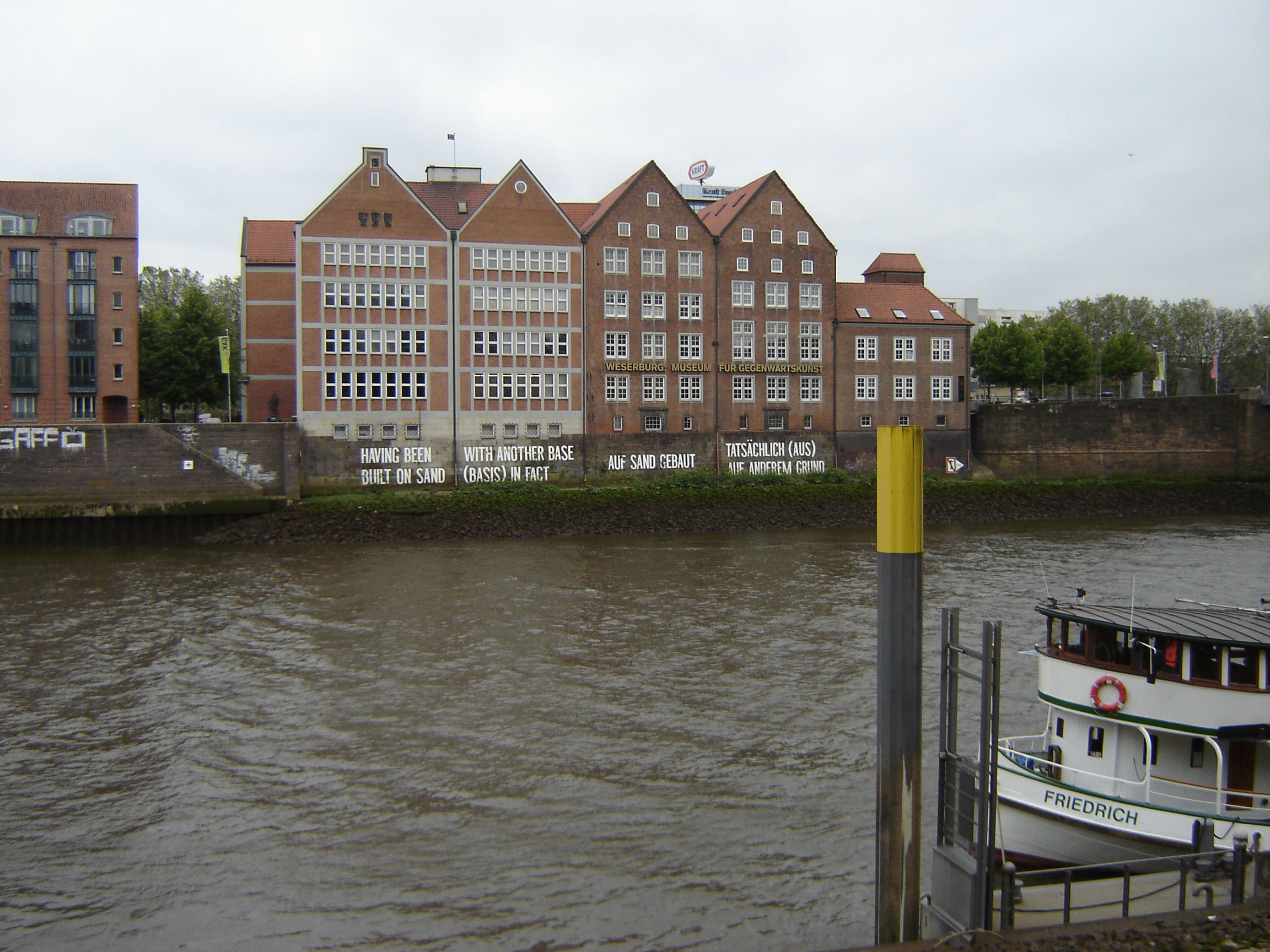
Sede de la Sociedad de Arte Contemporáneo.

Es miembro de la Federación de Artistas de Alemania,  de la secesión de Darmstadt,  y miembro fundador de la Sociedad de Arte Contemporáneo en Bremen.
En 2010 se convirtió en miembro de la Asociación Independiente de Bremen eV, un grupo de personas - en su mayoría de la comunidad empresarial - una asociación o circunscripción de electores en apoyo de la comunidad.